# Viatjärnen
Viatjärnen är en sjö i Hudiksvalls kommun i Hälsingland och ingår i Harmångersån-Delångersåns kustområde. Sjöns area är 0,019 kvadratkilometer och den befinner sig 45 meter över havet.